# CSTS

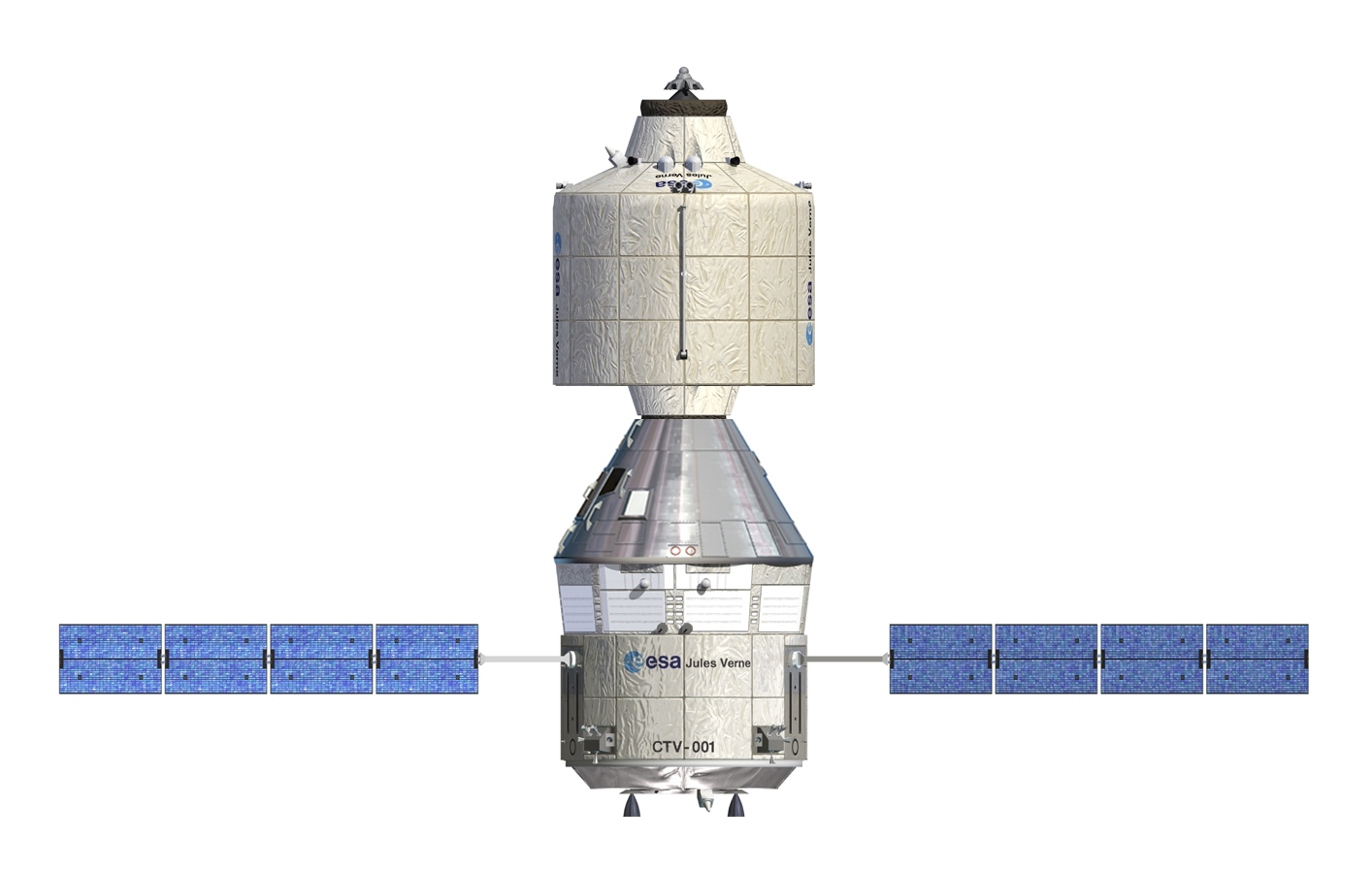
Voorgesteld CSTS ontwerp.

Het CSTS (Crew Space Transport System) was een geplande Europees-Russische bemande ruimtecapsule.

## Ontwerp
Het eerste ontwerp, uit 2007, was een aangepaste Sojoez die niet drie maar vier astronauten in een baan om de aarde zou kunnen brengen en ook naar de maan zou kunnen vliegen. De eerste vluchten naar het ISS zouden kunnen plaatsvinden in 2012–2014, de eerste vluchten rond de maan in 2016. Later kwam het idee om de service module van de Automated Transfer Vehicle (ATV) samen met een vier- tot zespersoons capsule, te lanceren met een Angara-, een Proton- of een Ariane 5-raket.
Er werd ook gedacht aan een bemand ruimteschip met een volledig Europese bemanning: een ATV service module met een driepersoons ruimtecapsule. De eerste onbemande capsule zou in 2013 gelanceerd kunnen worden, de eerste bemande versie pas in 2017–18.
In 2009 besloot Rusland zelfstandig verder te gaan met een andere ontwerp, het PPTS. ESA zou verdergaan met het ACTS-project, dat een bemande versie voorzag van het ATV. In 2013 kon ESA (alsnog) aanhaken bij de bouw van de Amerikaanse Orion, met een service module gebaseerd op het ATV.